# Gouvernement Vizcarra V
Pour les articles homonymes, voir Gouvernement Vizcarra.
Vizcarra IV Merino
Le gouvernement Vizcarra V est le gouvernement du Pérou entre le 6 août 2020 et 10 novembre 2020, dont le président de la République est Martin Vizcarra.
C'est le cinquième gouvernement de la présidence de Vizcarra, à la suite de l'échec du précédent gouvernement dirigé par Pedro Cateriano d'obtenir la confiance du Congrès, c'est Walter Martos, ministre de la défense qui est nommé président du Conseil.

## Historique

### Formation
Le 6 août 2020, Walter Martos, jusqu'alors ministre de la Défense, a prêté serment comme président du Conseil, et avec lui, 4 nouveaux ministres sont nommés : Jorge Chávez Cresta (Défense), Javier Palacios Gallegos (Travail et promotion de l'emploi), Luis Miguel Incháustegui (Énergie et mines) et Rosario Sasieta (Femmes et populations vulnérables).

### Évolution
Le 9 septembre, Jorge Montoya Pérez démissionne de son rôle de ministre de l'Intérieur, en cause, son manque de responsabilité sur les opérations de police lors d'une bousculade géante à Los Olivos. La police faisait alors une opération pour faire disperser un rassemblement illégal dans une discothèque durant la crise de la COVID-19. Cet incident fait 13 morts.

### Démission
Le 10 novembre 2020, à la suite de la destitution de Martín Vizcarra, le gouvernement est de facto démissionnaire. Il est remplacé par le gouvernement de Manuel Merino.

## Composition
| Portefeuille                                                    | Titulaire | Titulaire                                                | Parti  |
| --------------------------------------------------------------- | --------- | -------------------------------------------------------- | ------ |
| Président de la République                                      |           | Martin Vizcarra                                          | Indép. |
| Conseil des ministres                                           |           |                                                          |        |
| Président du Conseil des ministres                              |           | Walter Martos                                            | Indép. |
| Ministre des Affaires étrangères                                |           | Mario López Chávarri                                     | Indép. |
| Ministre de la Défense                                          |           | Jorge Chávez Cresta                                      | Indép. |
| Ministre de l'Économie et des Finances                          |           | María Antonieta Alva                                     | Indép. |
| Ministre de l’Intérieur                                         |           | Jorge Montoya Pérez (jusqu'au 10/09/2020) César Gentille | Indép. |
| Ministre de la Justice et des Droits de l'homme                 |           | Ana Neyra Zegarra                                        | Indép. |
| Ministre de l’Éducation                                         |           | Martín Benavides                                         | Indép. |
| Ministre de la Santé                                            |           | Pilar Mazzetti                                           | Indép. |
| Ministre du Développement agraire et de l'Irrigation            |           | Jorge Montenegro Chavesta                                | Indép. |
| Ministre du Travail et de la Promotion de l'emploi              |           | Javier Palacios Gallegos                                 | Indép. |
| Ministre de la Production                                       |           | José Salardi Rodríguez                                   | Indép. |
| Ministre du Commerce extérieur et du Tourisme                   |           | Rocío Barrios                                            | Indép. |
| Ministre de l'Énergie et des Mines                              |           | Luis Miguel Incháustegui                                 | Indép. |
| Ministre des Transports et des Communications                   |           | Carlos Estremadoyro Mory                                 | Indép. |
| Ministre du Logement, de la Construction et de l'Assainissement |           | Carlos Lozada                                            | Indép. |
| Ministre de la Femme et des Populations vulnérables             |           | Rosario Sasieta                                          | AP     |
| Ministre de l'Environnement                                     |           | Kirla Echegaray Alfaro                                   | Indép. |
| Ministre de la Culture                                          |           | Alejandro Neyra                                          | Indép. |
| Ministre du Développement et de l'Inclusion sociale             |           | Patricia Donayre                                         | AP     |